# Stéphane Sarrazin

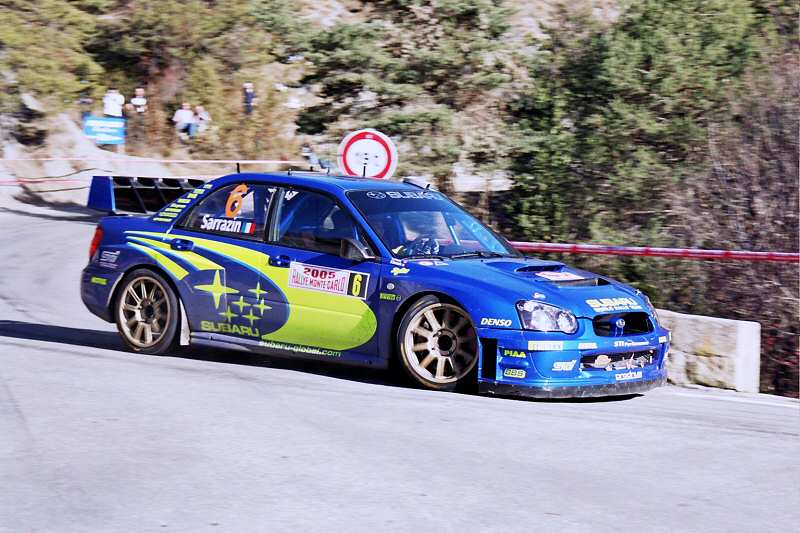
Podczas Rajdu Monte Carlo w 2005 roku

Stéphane Sarrazin (ur. 2 listopada 1975) – francuski kierowca rajdowy oraz wyścigowy.
Sarrazin jest jednym z najwszechstronniejszych francuskich kierowców. Ma w swoim dorobku starty w fabrycznnym zespole Subaru w Rajdowych Mistrzostwach Świata jak i start w Formule 1 w zespole Minardi.

## Życiorys

### Wyścigi
W latach 1995–1997 startował we francuskiej serii Formuły 3 zostając jej wicemistrzem w 1997 roku. Kolejnym krokiem w karierze była Formule 3000 w której występował w sezonach 1998-2001. Jednocześnie w latach 1999–2001 był kierowcą testowym zespołu Formuły 1 Prost Grand Prix. W sezonie 1999 skorzystał z możliwości jednorazowego startu w GP Brazylii w ekipie Minardi, której etatowy kierowca, Luca Badoer, miał kontuzjowany nadgarstek. Sezon 2002 spędził jako kierowca testowy dla zespołu Toyoty, a w 2003 roku wystartował w serii World Series by Nissan.
W 2005 roku rozpoczął starty w serii American Le Mans Series, a w 2007 w Le Mans Series w których ściga się także obecnie. Regularnie występuje również w wyścigu 24 godziny Le Mans w którym dwukrotnie zajął drugie miejsce (2007 i 2009).

### Rajdy
Obok startów w wyścigach równolegle startował w rajdach z którymi zetknął się już w 1994 roku. W 2000 roku wygrał Rallye du Var w Mitsubishi Lancerze klasy N. Rok później powtórzył ten sukces, ale tym razem w klasyfikacji generalnej Subaru Imprezą WRC.
W 2004 roku zdobył tytuł rajdowego mistrza Francji i pierwszy raz wystartował w rajdzie zaliczanym do mistrzostw świata (w Rajdzie Niemiec). Dobre wyniki sprawiły, że fabryczny zespół Subaru zaangażował go na sezony 2005 i 2006 Rajdowych Mistrzostw Świata. Startował zamiennie z Chrisem Atkinsonem w drugim samochodzie zespołu, głównie w asfaltowych eliminacjach.
Kolejne dwa sezony praktycznie nie startował w rajdach. Dopiero na początku 2009 roku zaliczył start w poważniejszej rajdowej imprezie - Rajdzie Monte Carlo w którym zajął 3. miejsce.

## Wyniki

### Formuła 1
| Sezon | Zespół | Konstruktor  | Zgł. | PKT | P. | P1 | P2 | P3 | Punkt. | PP | NO | NS | DK | NZ |
| --- | --- | ------------ | ---- | --- | -- | -- | -- | -- | ------ | -- | -- | -- | -- | -- |
| 1999 | Fondmetal Minardi Ford | Minardi-Ford | 1    | -   | NS | -  | -  | -  | -      | -  | -  | 1  | -  | -  |
| Razem | 1 | 1            | 1    | -   |    | -  | -  | -  | -      | -  | -  | 1  | -  | -  |
| Sezon | Zespół | Konstruktor  | Zgł. | PKT | P. | P1 | P2 | P3 | Punkt. | PP | NO | NS | DK | NZ |
| \| Legenda \| Legenda \| \| ------------------------------------------ \| ------------------------------------------------------------------------------------------------------------------------------------------------------------------------------------------------------------------------------------------------------------------------------------------------------------------------------------------------------------------------------------------------------------------------------ \| \| Zgł. PKT P. P1 P2 P3 Punkt. PP NO NS DK NZ \| Liczba zgłoszeń do wyścigów Liczba zdobytych punktów Pozycja zajęta w klasyfikacji generalnej Liczba zwycięstw Liczba drugich miejsc Liczba trzecich miejsc Wyścigi, w których kierowca punktował Liczba zdobytych pole position Liczba zdobytych najszybszych okrążeń Wyścigi, w których kierowca był niesklasyfikowany Wyścigi, w których kierowca był zdyskwalifikowany Wyścigi, do których kierowca się nie zakwalifikował \| | |              |      |     |    |    |    |    |        |    |    |    |    |    |
| Legenda | |              |      |     |    |    |    |    |        |    |    |    |    |    |
| Zgł. PKT P. P1 P2 P3 Punkt. PP NO NS DK NZ | Liczba zgłoszeń do wyścigów Liczba zdobytych punktów Pozycja zajęta w klasyfikacji generalnej Liczba zwycięstw Liczba drugich miejsc Liczba trzecich miejsc Wyścigi, w których kierowca punktował Liczba zdobytych pole position Liczba zdobytych najszybszych okrążeń Wyścigi, w których kierowca był niesklasyfikowany Wyścigi, w których kierowca był zdyskwalifikowany Wyścigi, do których kierowca się nie zakwalifikował |              |      |     |    |    |    |    |        |    |    |    |    |    |

### WRC
| Sezon | Zespół                  | Samochód           | 1      | 2       | 3      | 4             | 5         | 6         | 7          | 8         | 9         | 10        | 11      | 12              | 13        | 14        | 15            | 16              | Punkty | Miejsce |
| ----- | ----------------------- | ------------------ | ------ | ------- | ------ | ------------- | --------- | --------- | ---------- | --------- | --------- | --------- | ------- | --------------- | --------- | --------- | ------------- | --------------- | ------ | ------- |
| 2004  | Équipe de France FFSA   | Subaru Impreza WRC | Monako | Szwecja | Meksyk | Nowa Zelandia | Cypr      | Grecja    | Turcja     | Argentyna | Finlandia | 9         | Japonia | Wielka Brytania | Włochy    | 6         | 4             | Australia       | 8      | 11.     |
| 2005  | Subaru World Rally Team | Subaru Impreza WRC | 14     | 13      | Meksyk | Nowa Zelandia | 12        | Cypr      | Turcja     | 13        | Argentyna | Finlandia | 8       | NU              | Japonia   | 4         | NU            | Australia       | 6      | 17.     |
| 2006  | Subaru World Rally Team | Subaru Impreza WRC | 5      | Szwecja | Meksyk | 8             | 8         | Argentyna | Włochy     | Grecja    | NU        | Finlandia | Japonia | Cypr            | Turcja    | Australia | Nowa Zelandia | Wielka Brytania | 6      | 18.     |
| 2019  | Stéphane Sarrazin       | Hyundai i20 R5     | 9      | Szwecja | Meksyk | Francja       | Argentyna | Chile     | Portugalia | Włochy    | Finlandia | Niemcy    | Turcja  | Wielka Brytania | Hiszpania | Australia |               |                 |        |         |